# Chloé Lattanzi
Chloé Rose Lattanzi (Los Angeles, 1986. január 17. –) amerikai énekesnő és színésznő, Matt Lattanzi és Olivia Newton-John lánya.

## Életrajza és művészeti pályája
Chloé Rose Lattanzi néven született Los Angelesben, 1986. január 17-én. Szülei 1980-ban ismerkedtek meg a Xanadu forgatásán. Annak ellenére, hogy Olivia Newton-John azokban az évekbe járt a pályája csúcsán, a kezdő Matt Lattanzi viszont csak egy statiszta és táncos volt a filmben, azon felül tíz évvel fiatalabb volt Oliviánál, hamarosan elválaszthatatlan barátok lettek. 1985 decemberében összeházasodtak, majd 1986. január 17-én megszületett egyetlen gyermekük, Chloé.
Első szereplésére kétéves korában került sor, Olivia Winter Angel dalának klipjében tűnt fel, a Olivia Down Under tévéműsorban. Édesanyja az első években a karriert is félretette, gyermeke nevelésének érdekében. Az első komoly megrázkódtatásokra 1991-92-ben került sor, amikor szinte testvéreként szeretett ötéves barátnője, édesanyjának keresztlánya rákbetegségben meghalt, majd egy évvel később Olivia is megbetegedett. A kemoterápia hónapjai után a család Ausztráliába utazott, Olivia avokádófarmjára, pihenni. Matt Lattanzi ekkor került be a Paradise Beach tévésorozatba, melyben az akkor hétéves Chloé is feltűnt, cameoszerepben. Első filmszerepe édesanyja oldalán volt a Karácsonyi románc című filmben, 1994-ben, amiben az Olivia által játszott szereplő lányát alakította.
Kora gyermekkorától jó énekhangja volt, iskolája énekkarának tagjaként szerepelt Olivia Gaia: One Woman’s Journey albumának The Way of Love dalában, 1994-ben. Szülei házassága 1995 körül megromlott, szétköltöztek, majd 1996-ban elváltak. Chloé édesanyjával élt tovább malibui vízparti villájukban. 1998-ban másodszor is anya–lánya szerepben tűntek fel a Christmas Angel című karácsonyi témájú korcsolyashow kerettörténetében. A következő, már komoly, drámai szerep a 2001-es Lányok a szomszédból című filmben volt, ahol szintén Oliviával és szintén anya–lánya szerepben volt látható. Ebben a filmben először énekelt is. Első színpadi szerepe a Hair musicalben volt, egy Melbourne-i színházban, 2002-ben. A következő évben elkísérte édesanyját a Heartstring koncertkörút egyes állomásaira, ahol több dalt is énekelt. A tokiói koncert A Million Lights Are Dancing címmel DVD-lemezen is megjelent.
Édesanyja és apja természet- és állatszerető, mélyen érző személyiségét örökölte. Huszonéves korától több alkalommal kritikusan nyilatkozott gyermekkoráról és neveltetéséről, miszerint Olivia – folytatván karrierjét – túl kevés időt töltött volna vele. A Stronger Than Before című album egyik dalának szövegét ő írta édesanyjának, karácsonyi ajándékul, címe Bízhatok-e a karjaidban (Can I Trust Your Arms). A dal címe és szövege is sejteti Chloé ambivalens érzéseit. Mindenáron arra törekedett, hogy édesanyja árnyékából kilépve, valami önállót alkosson. Ennek jegyében készült el 2007 körül első önálló albuma No Pain címmel, mely végül nem jelent meg. A következő évben a Music Television híres szülők gyermekeivel játszódó valóságshowjában szerepelt, ahol harmadik helyezett lett.
2007-ben súlyos anorexia nervosa betegségbe esett, melyen szerencsésen túljutott. Ekkoriban több szépészeti beavatkozáson is túlesett. A következő években több alkalommal feltűnt kisebb botrányok szereplőjeként. 2010 végén megjelent első dala Wings and a Gun címmel, mely mérsékelt sikereket aratott, de kritikusi oldalról elismerést hozott számára. 2011-es Play With Me klipjében vele egy ágyban fekvő, de vele nem törődő barátja figyelmének felkeltésére válogatott öngyilkossági módokat elkövető lányt játszott, ezzel újabb viharokat kavart. Első albuma megjelenését 2012-re tervezte. 2011-ben eljegyzett viszonyban állt James Driskill harcművésszel, de annak eltitkolt házassága miatt kapcsolatuk megszakadt.
A következő hónapokban is az éjszakai élet egyik főszereplője maradt, rendszeres komoly botrányokkal, majd 2012 végén váratlanul eltűnt a nyilvánosság elől. Közel egy év után 2013 novemberében, egy vele készült mélyinterjúban beszámolt róla, hogy az elmúlt hónapokat egy rehabilitációs klinikán töltötte, ahová súlyos alkohol-, kokain-, és gyógyszerfüggősége, valamint depresszió és pánikbetegség miatt került be. Sorsának rosszra fordulásáért saját beismert gyengeségén felül a filmes és zenész körökben való felnevelkedést, a „híres szülő gyermeke” szindrómát okolta.